# Micheline Dax
Micheline Etevenon, más conocida como Micheline Dax (París, 3 de marzo de 1924 − París, 27 de abril de 2014) fue una actriz y cantante francesa.
Comenzó como cantante en los teatros de los bulevares parisinos en la década de 1950. Fue muy popular en televisión entre 1970 y 1980. En teatro fue nominada dos veces al Premio Molière a la mejor comediante de 2004 (por Driving Miss Daisy) y en 1999 mejor actriz de reparto (por Frédérick ou le Boulevard du crime). Fue conocida estrella de doblaje y doblando a Miss Piggy en francés.